# Palmas FR
Der Palmas Futebol e Regatas, in der Regel nur kurz Palmas genannt, ist ein Fußballverein aus Palmas im brasilianischen Bundesstaat Tocantins.
Aktuell spielt der Verein in der vierten brasilianischen Liga, der Série D.

## Erfolge
Männer:
- Staatsmeisterschaft von Tocantins: 2000, 2001, 2003, 2004, 2007, 2018, 2019, 2020

Frauen:
- Staatsmeisterschaft von Tocantins: 1999

## Stadion
Der Verein trägt seine Heimspiele im Estádio Nilton Santos in Palmas aus. Das Stadion hat ein Fassungsvermögen von 12.000 Personen.

## Trainerchronik
Stand: 28. Juni 2021
| Trainer         | Nation    | von                | bis           |
| --------------- | --------- | ------------------ | ------------- |
| Caco Espinoza   | Brasilien | 15. September 2017 | 30. Juni 2018 |
| Wilson Gottardo | Brasilien | 3. Dezember 2020   | heute         |